# Rosario (Argentina)
Rosario és la ciutat més poblada de la província de Santa Fe, a l'Argentina. Està localitzada al costat del riu Paranà i a 300 km al nord-oest de Buenos Aires. Un impressionant nou pont sobre l'ample riu uneix Rosario i la ciutat de Victoria. Segons el cens del 2001, té una població d'1.121.441 habitants, la tercera ciutat més gran de la República Argentina.
La ciutat té una petita indústria, i la seva activitat principal és la producció agrícola, principalment l'exportació de blat, farina, palla, llinosa, blat de moro, sucre, fusta, carn i soia. Atès que l'activitat agrícola va estar subjecta a forts variacions en els preus la dècada dels noranta, avui més de la meitat de la població viu en pobresa extrema. Però, després de la devaluació del peso argentí el 2002, el govern local ha aprofitat la taxa de canvi per a impulsar les exportacions agrícoles, principalment de la soia, i Rosario està experimentant un impressionant creixement econòmic, el més alt de tota l'Argentina, i el govern està invertint en obres públiques i en salut per millorar les condicions dels indigents.
La ciutat de Rosario està ubicada al centre-est de l'Argentina, a la província de Santa Fe i és la tercera ciutat més poblada del país, després de Buenos Aires i Còrdova.
Està situada sobre el marge occidental del riu Paraná, a la Hidrovia Paraná - Paraguai. Sobre aquest riu està enclavat un port de 140 ha que maneja tant càrregues generals com graneles.2 
Segons dades de la municipalitat de Rosario a 2011 té 1.036.286 habitants (DGE Municipalitat de Rosario) 3 Al costat de diverses localitats de la zona conforma l'àrea metropolitana del Gran Rosari que és el tercer conglomerat urbà del país. El Cens Nacional de Població establir una població d'1.193.605 hab. per al "Departament Rosari", el qual inclou a la Ciutat de Rosario i altres 23 municipis més.
Urbe cosmopolita, és el nucli d'una regió de gran importància econòmica, trobant-se en una posició geogràficament estratègica amb relació al Mercosur, gràcies al trànsit fluvial i pel que fa al transport. Prop del 80% de la producció del país de cereals, olis i els seus derivats s'exporta pels ports del Gran Rosario. És la principal metròpoli d'una de les zones agràries més productives de l'Argentina i és centre comercial, de serveis i d'una indústria diversificada. Genera el segon PGB urbà de l'Argentina després del Gran Buenos Aires.
Focus educatiu, cultural, i esportiu, compta a més amb importants museus i biblioteques, i la seva infraestructura turística inclou circuits arquitectònics, passejos, bulevards i parcs.
La ciutat de Rosario és coneguda com el Bressol de la Bandera Argentina, sent la seva edificació més coneguda el Monument a la Bandera. A més, des de finals del segle xix va ser anomenada informalment com la «Chicago argentina»

## Fills il·lustres
- José Francisco Berrini (1897-1921) Director d'orquestra i compositor.
- Che Guevara (1928-1967). Guerriller.
- Gerardo Daniel Martino (20 de novembre del 1962). Jugador i entrenador de futbol.
- Lionel Andrés Messi (24 de juny del 1987). Jugador de futbol.
- Alfredo Saybene, compositor musical.